# Issamoulenc
Issamoulenc – miejscowość i gmina we Francji, w regionie Owernia-Rodan-Alpy, w departamencie Ardèche.
Według danych na rok 1990 gminę zamieszkiwało 112 osób, a gęstość zaludnienia wynosiła 7 osób/km² (wśród 2880 gmin regionu Rodan-Alpy Issamoulenc plasuje się na 1509. miejscu pod względem liczby ludności, natomiast pod względem powierzchni na miejscu 715.).